# Otse
Otse is een dorp in het district South-East in Botswana. De plaats telt 7661 inwoners (2011).